# Serres
Serres (tiếng Hy Lạp: Σέρρες, hình thức: Σέρραι Sérrai) là một thành phố thuộc tỉnh Trung Macedonia, Hy Lạp. Thành phố Serres nằm trong một đồng bằng màu mỡ ở độ cao khoảng 70 m, khoảng 24 km về phía đông bắc của sông Strymon và 69 km về phía đông bắc của thủ phủ Macedonia, Thessaloniki. Các dãy núi Rhodope tăng vươn lên ở phía bắc và phía đông của thành phố. Thành phố này là thủ phủ của đơn vị ngoại vi Serres và nằm ở rìa phía đông của Trung ương Macedonia. Dân số đô thị tự quản là 56.145 người vào năm 2001.
Nhà sử học Hy Lạp Herodotus đề cập đến các thành phố với tên Siris (Σίρις) trong thế kỷ thứ 5 trước Công nguyên. Theopompus đề cập đến thành phố Sirra (Σίρρα). Sau đó, nó được đề cập là Sirae, ở số nhiều, bởi Livy lịch sử La Mã. Kể từ đó, tên của thành phố vẫn ở số nhiều và bởi thế kỷ thứ 5 AD, nó đã được trong các hình thức đương đại như Serrae (Σέρραι). Nó được biết đến như là Ser trong cả hai Slavic tiếng Macedonia và Serbia, trong khi ở Bun-ga-ri nó được biết đến như Syar (Сяр) hoặc Ser (Сер), có thể được rút ra từ chính tả trước khi 1947 là 'Сѣръ', do đó chụp cả "ya" và 'e' âm thanh. Các hình thức Katharevousa cho tên của thành phố là Sérrai (Σέρραι). Nó được biết đến như Serez hoặc Siroz ở Thổ Nhĩ Kỳ.

## Lịch sử
Serres cổ đã trở thành một địa điểm của một pháo đài lớn được xây dựng bởi đế chế Byzantine để bảo vệ biên giới phía bắc của đế chế và đèo Rupel chiến lược vào Bulgaria. Nó đã bị chiếm giữ bởi người Bulgaria trong thế kỷ 15. Năm 1196, trong cuộc chiếnSerres, Byzantine bị đánh bại bởi Hoàng đế Bulgaria Ivan Asen I. Chín năm sau đó, trong 1205, Hoàng đế Bulgaria Kaloyan đánh bại một đội quân của đế quốc La tinh và kết hợp các thị trấn ở Đế chế Bulgaria. Năm 1256, nó đã bị chiếm bởi Đế chế Nicaean. Serres rơi vào tay của Serbia trong năm 1345 và đã trở thành một thủ đô của Stefan Dušan, vua Serbia. Dušan rất hài lòng với việc chiếm giữ thành phố lớn thứ ba Byzantine đến nỗi ông đăng tự đăng quang Hoàng đế của người Serbia và Hy Lạp.
Sau cái chết của ông đế quốc của ông rơi vào tình trạng vô chính phủ và Hoàng hậu Consort Helena tiếp tục chi phối khu vực Serres từ 1356. Năm 1365, bà đã bị lật đổ bởi bạo chúa Uglješa Jovan Mrnjavčević, người cai trị một quốc gia nhỏ nhưng hùng mạnh trong Serres. Sau trận chiến 1371 của Maritsa, Byzantine giành lại quyền kiểm soát Serres. Ngay sau đó, tuy nhiên, năm 1383, Ottoman lại chinh phục nó. Serres đã trở thành một trung tâm sanjak trong tỉnh Rumelia từ 1383-1826, và sau đó Selanik Vilayeti giữa 1826-1912. Sau hậu quả của trận Lepanto năm 1571, sự trả thù của Thổ Nhĩ Kỳ đã hướng vào dân Hy Lạp đã tỏ ra đồng tình và không thường xuyên nổi lên trên toàn Hy Lạp. Đô thị Serres đã bị cưố bóc cùng với bảy nhà thờ khác, trong đất đai và đất thuộc sở hữu của Tu viện Thánh Gioan Tẩy Giả đã bị tịch thu. Vào cuối thế kỷ 18, Serres là nơi sản xuất bông vải, xuất khẩu 50.000 quả bóng bông sang Đức, Pháp, Venice và Livorno.